# Кампу-ду-Тененти
Кампу-ду-Тененти (порт. Campo do Tenente) — муниципалитет в Бразилии, входит в штат Парана. Составная часть агломерации Куритиба. Входит в экономико-статистический микрорегион Риу-Негру. Население составляет 6461 человек на 2007 год. Занимает площадь 304,489 км². Плотность населения — 21,2 чел./км².

## Статистика
- Валовой внутренний продукт на 2005 год составляет 102 302 000,00 реалов (данные: Бразильский институт географии и статистики).
- Валовой внутренний продукт на душу населения на 2005 год составляет 14 573,00 реалов (данные: Бразильский институт географии и статистики).
- Индекс развития человеческого потенциала на 2000 год составляет 0,687 (данные: Программа развития ООН).

## География
Климат местности: субтропический гумидный мезотермический.